# Aloe rebmannii
Aloe rebmannii är en grästrädsväxtart som beskrevs av John Jacob Lavranos. Aloe rebmannii ingår i släktet Aloe och familjen grästrädsväxter.
Artens utbredningsområde är Madagaskar. Inga underarter finns listade i Catalogue of Life.